# Squamatinia algharbica
Squamatinia algharbica, allgemein bekannt als der Riesensilberfisch, ist eine Fischchenart, die in den Höhlen der Algarve lebt.
Erwachsene Tiere der Art können eine Länge von 3 cm (ohne Fühler und Cerci) erreichen und sind die größten unterirdischen Landinsekten in Europa; weltweit ist es die zweitgrößte höhlenbewohnende Zottenschwanzart.
Es wird angenommen, dass es sich nicht um eine fleischfressende Art handelt.

## Etymologie
Der Gattungsname Squamatinia resultiert aus der Agglutination des lateinischen Etymons squāma, was Schuppen bedeutet, und den letzten Silben des Namens der ihm am nächsten stehenden Gattung, Coletinia.
Der spezifischen Beinamen „algharbica“ bezieht sich auf das Vorkommen an der Algarve.
Der umgangssprachliche Name Riesen-Silberfisch geht auf die äußerliche Ähnlichkeit zum Silberfischchen (Lepisma saccharina)  zurück.

## Anpassungen an das Leben in Höhlen
Das Insekt weist extreme morphologische Anpassungen an das Leben in der unterirdischen Umgebung auf und wird als Troglobiont (echter Höhlenbewohner) klassifiziert. Es hat weder Augen noch Körperpigmente, sein Körper ist mit Schuppen bedeckt und es ist mit riesigen Antennen und Leisten ausgestattet, die es ihm ermöglichen, sich auch bei Abwesenheit von Licht zu orientieren. Sein gesamter Lebenszyklus findet unter der Erde statt.

## Systematik
Squamatinia algharbica gehört zur Familie der Nicoletiidae und ist eine monospezifische Gattung, die in der unterirdischen Umgebung der Algarve endemisch ist. Die Art ist mit Nicoletiden aus Mittelamerika verwandt.

## Ökosystem
Das Insekt bewohnt die Höhlen der Algarve von Osten nach Westen des Barrocal und teilt seinen Lebensraum mit anderen Höhlenarten wie dem Dipluro Litocampa mendesi oder dem riesigen Pseudoskorpion Titanobochica magna, von dem angenommen wird, dass er Fressfeind des Riesensilberfisches ist.

## Entdeckung und Beschreibung
Squamatinia algharbica wurde Anfang 2009 von der portugiesischen Biologin Ana Sofia Reboleira im Rahmen ihrer Doktorarbeit über Höhlenfauna in Portugal entdeckt und 2012 erstmals in einem Fachartikel beschrieben.